# Evelyn Cunningham
Evelyn Cunningham   (Elizabeth City, 25 de gener de 1916 - Manhattan, 28 d'abril de 2010) va ser una periodista afroamericana estatunidenca i assessora de Nelson Rockefeller. Va ser reportera i editora del Pittsburgh Courier, pel que va cobrir els inicis del moviment de drets civils. El 1998 va rebre el premi George Porlk per aquest treball..

## Infància i joventut
Evelyn Cunningham va néixer a Elizabeth City, Carolina del Nord, filla d'un taxista i una costurera. La família es va mudar a Nova York quan Evelyn era petita; va estudair en escoles públiques, i es va graduar al Hulter College High School el 1934 i el 1943 es va graduar a la Universitat de Long Island.

## Pittsburgh Courier
Pittsburgh Courier, el diari afroamericà de l'època era molt influent abans i durant els anys del moviment de drets civils. Cunningham es va unir al Courier el 1940 i va treballar-hi a l'oficina de Harlem. Va obtenir el sobrenom "l'editora del linxament" a causa de la seva cobertura extensa de linxaments al sud nord-americà. Mentre treballava pel Courier, va intentar obtenir una entrevista amb Bull Connor, a Birmingham, Alabama, però ell s'hi va negar amb una expressió racial.
Ella també va conèixer a diversos dirigents de drets civils, com Martin Luther King, Jr. i Malcolm X. Cunningham va escriure una sèrie de tres parts sobre la família de Martin Luther King, basada en aquestes trobades.

## Treball com a assessora política
Després de deixar el Courier el 1962, Cunningham va presentar el seu programa radiofònic a la ràdio WLIB de Nova York. El 1965 va esdevenir ajudant especial de l'allavors gobernador Nelson Rockefeller. Va mantenir aquest títol durant la seva vicepresidència. Ella també va treballar en el Grup de Treball per als drets i Les Responsabilitats de les dones de Nixon.
En 1970, Cunningham era una de les fundadores de la Coalició de Nova York de Cent Dones Negres, una organització sense ànims de lucre dedicada a millorar les vides de dones afroamericanes "i les seves famílies a través de la implementació d'iniciatives i serveis per tractar importants assumptes socials, polítics, econòmics i culturals."
En els 2000, Cunningham va ser assignada a la Comissió de la Ciutat de Nova York per als Assumptes de les Dones per Michael Bloomberg.

## Vida personal
Cunningham va rebre el sobrenom de "Big East" degut a la seva alçada d'1.81 metres i va viure a la ciutat de Nova York.
Va estar casada quatre vegades, el seu últim matrimoni va ser amb Austin H. Brown, un pianista de l'escola de Juilliard, qui també va ser el primer rellotger mestre afroamericà del districte Diamant de Nova York.
Tenia un germà, Clyde Whitehurs Long, que va morir el 1973. També tenia dues germanastres de part del seu pare.